# Coats (North Carolina)
Coats is een plaats (town) in de Amerikaanse staat North Carolina, en valt bestuurlijk gezien onder Harnett County.

## Demografie
Bij de volkstelling in 2000 werd het aantal inwoners vastgesteld op 1845.
In 2006 is het aantal inwoners door het United States Census Bureau geschat op 2059, een stijging van 214 (11,6%).

## Geografie
Volgens het United States Census Bureau beslaat de plaats een oppervlakte van
3,6 km², geheel bestaande uit land. Coats ligt op ongeveer 101 m boven zeeniveau.

## Plaatsen in de nabije omgeving
De onderstaande figuur toont nabijgelegen plaatsen in een straal van 16 km rond Coats.